# الشیء ما لم یجب لم یوجد
الشَیءُ ما لَم یَجِبُ لَمْ یوجَد اصلی مشهور در فلسفهٔ اسلامی است که مطابق آن تا زمانی که وجود شیئی واجب نشود، آن شیء به وجود نخواهد آمد. این اصل در مقابل عقیده‌ای منسوب به گروهی از متکلمان است که صرف وجود مرجح را برای وجود شیء کافی می‌دانسته‌اند.

## پانوشت‌ها
1. ↑  ابراهیمی دینانی، غلامحسین (۱۳۶۶). قواعد کلی فلسفی در فلسفهٔ اسلامی. ج. اول. تهران: پژوهشگاه علوم انسانی و مطالعات فرهنگی.